# Begonia cyathophora
Begonia cyathophora es una especie de planta perenne perteneciente a la familia Begoniaceae. Es originaria de Sudamérica.

## Distribución
Es un endemismo de Perú, donde se encuentra en Cuzco, Huanuco, Junin, Puno, San Martín y Ucayali.

## Taxonomía
Begonia cyathophora fue descrita por Poepp. & Endl. y publicado en Nova Genera ac Species Plantarum 1: 7, t. 11. 1835.
Etimología
Begonia: nombre genérico, acuñado por Charles Plumier, un referente francés en botánica, honra a Michel Bégon, un gobernador de la excolonia francesa de Haití, y fue adoptado por Linneo.
cyathophora: epíteto formado por las palabras griegas: cyathus, χυαϑοϛ = "taza, cáliz" y phoros,  φορεω (φερω) = "que lleva".
sinonimia
- Begonia lynchiana Hook.f.
- Begonia roezlii Lynch
- Cyathocnemis obliqua Klotzsch[3]